# Crochet en chef
Pour les articles homonymes, voir crochet.
Le crochet en chef est un diacritique utilisé par exemple comme marque de ton dans l'écriture latinisée du vietnamien. Il ressemble à un mini point d'interrogation sans le point.

Exemples en Times New Roman.

Exemples : Ả ả, Ẩ ẩ, Ẳ ẳ, Ẻ ẻ, Ể ể, Ỉ ỉ, Ỏ ỏ, Ổ ổ, Ở ở, Ủ ủ, Ử ử, Ỷ ỷ. Il se place généralement au-dessus d'une lettre, ou au-dessus d'un autre diacritique au-dessus d'une lettre. Il n'est pas à confondre avec le diacritique appelé crochet qui est rattaché à la lettre comme une continuation du tracé de celle-ci. 
Le caractère Unicode de ◌̉  est 0309.